# Shravanabelagola
Bản mẫu:Jainism
Shravanabelagola (Śravaṇa Beḷagoḷa) là một thị trấn gần thị trấn Channarayapatna, thuộc huyện Hassan, bang Karnataka, Ấn Độ. Nó nằm cách thành phố Bangalore khoảng 144 km.

## Hình ảnh

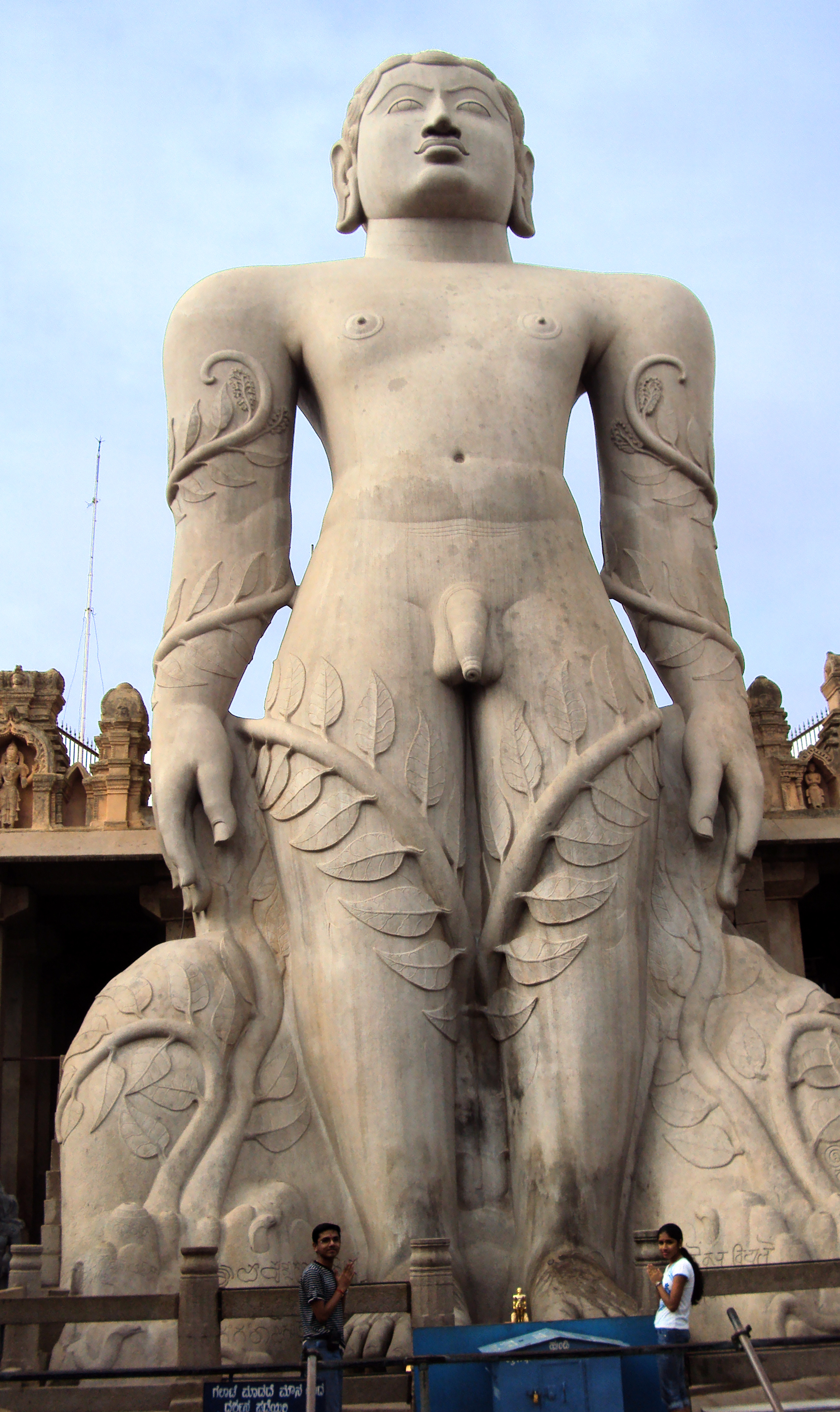
Gommateshwara statue
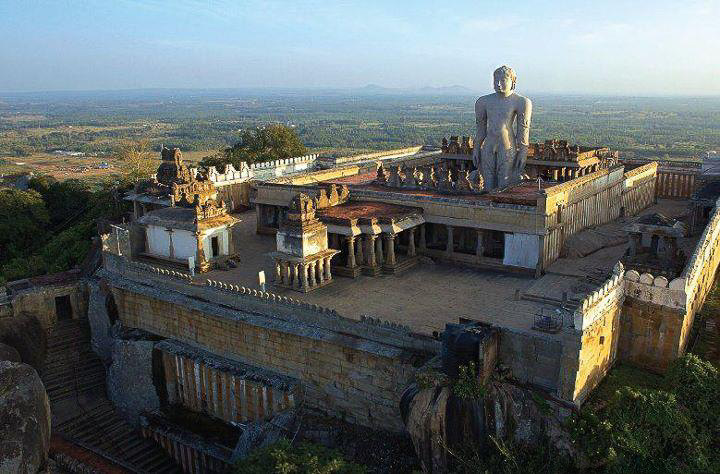
Aerial view of Gommateshwara statue
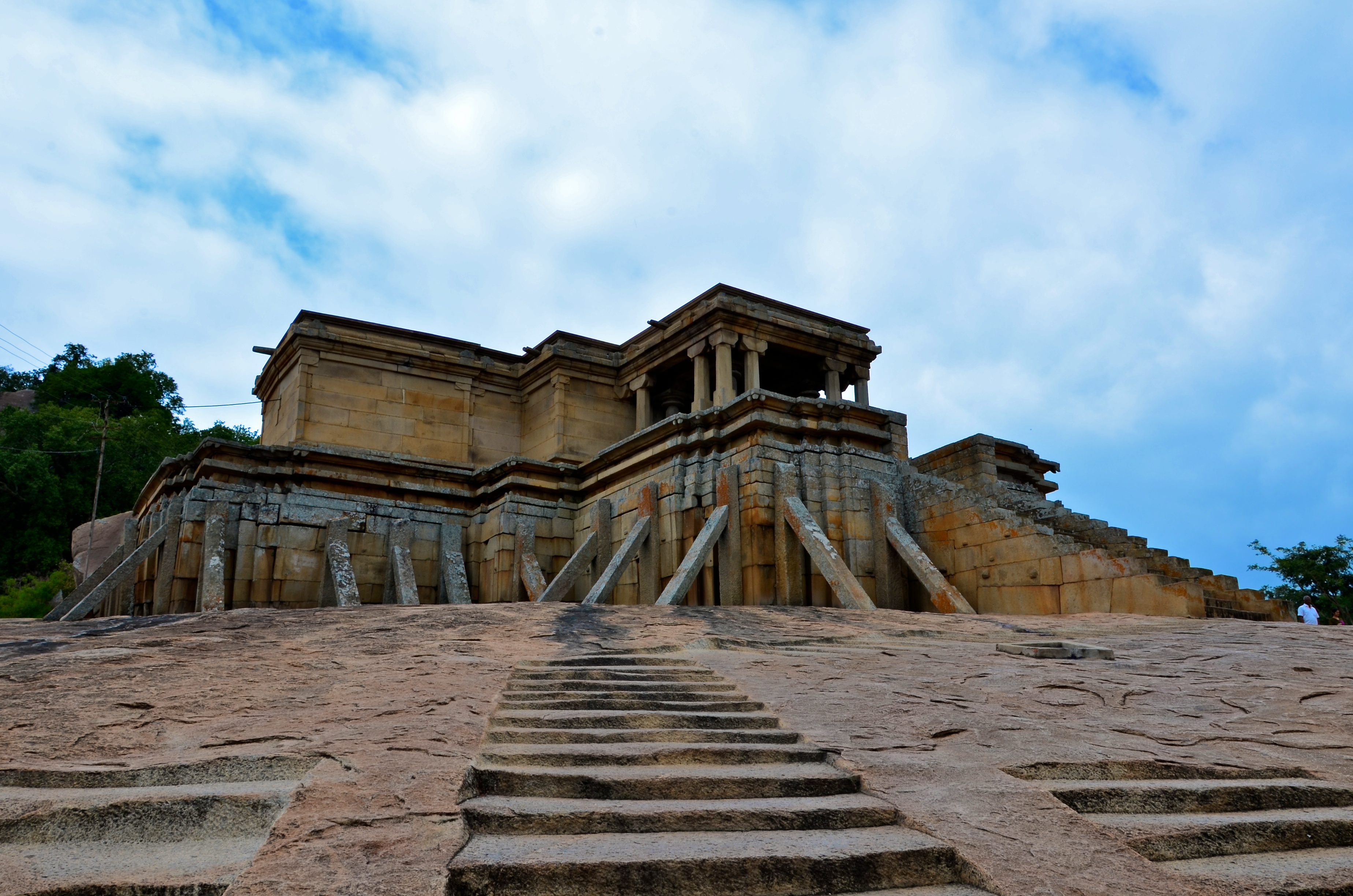
Odegal Basadi
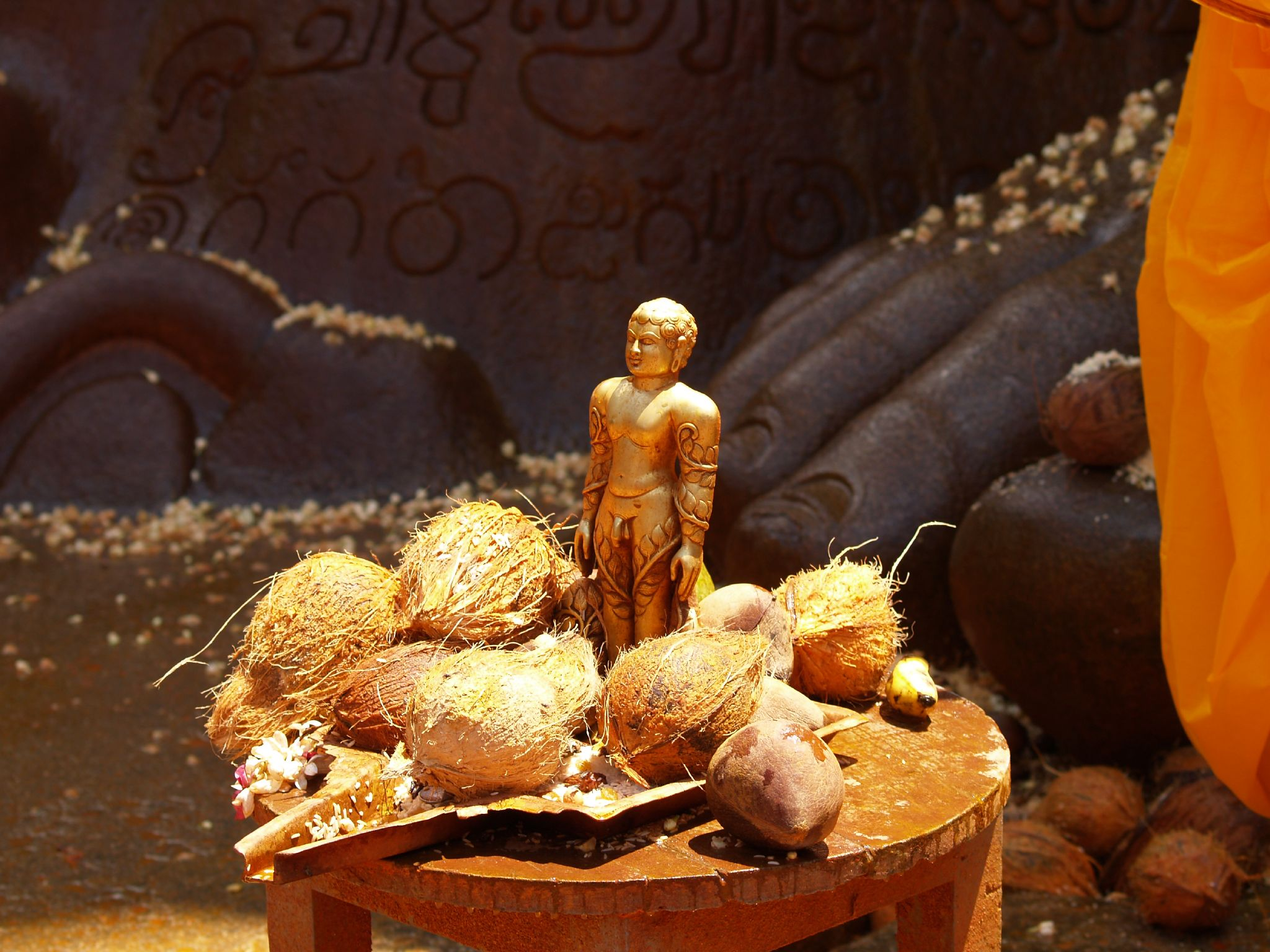
Miniature version of the Gommateshwara statue
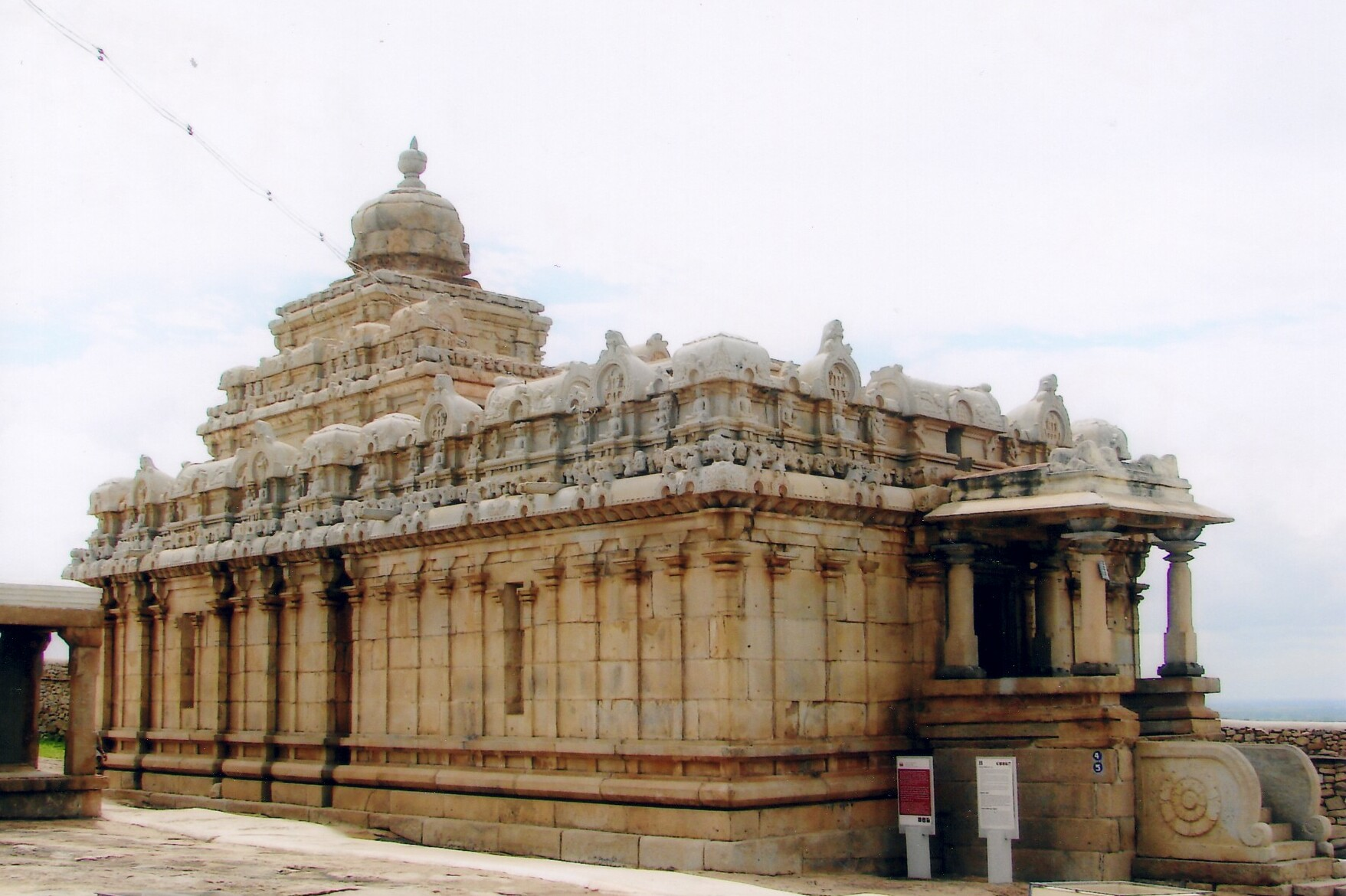
Chavundaraya Basadi
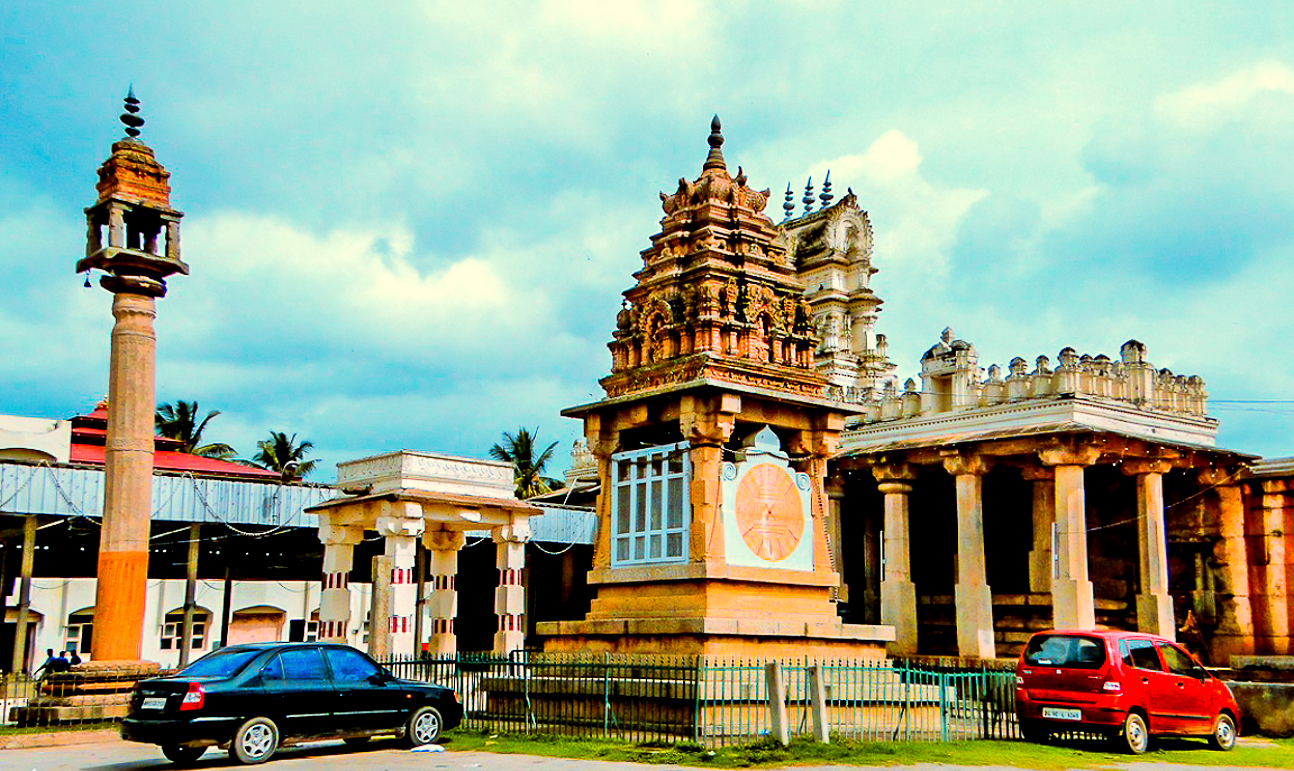
Basadi in Sravanabelgola
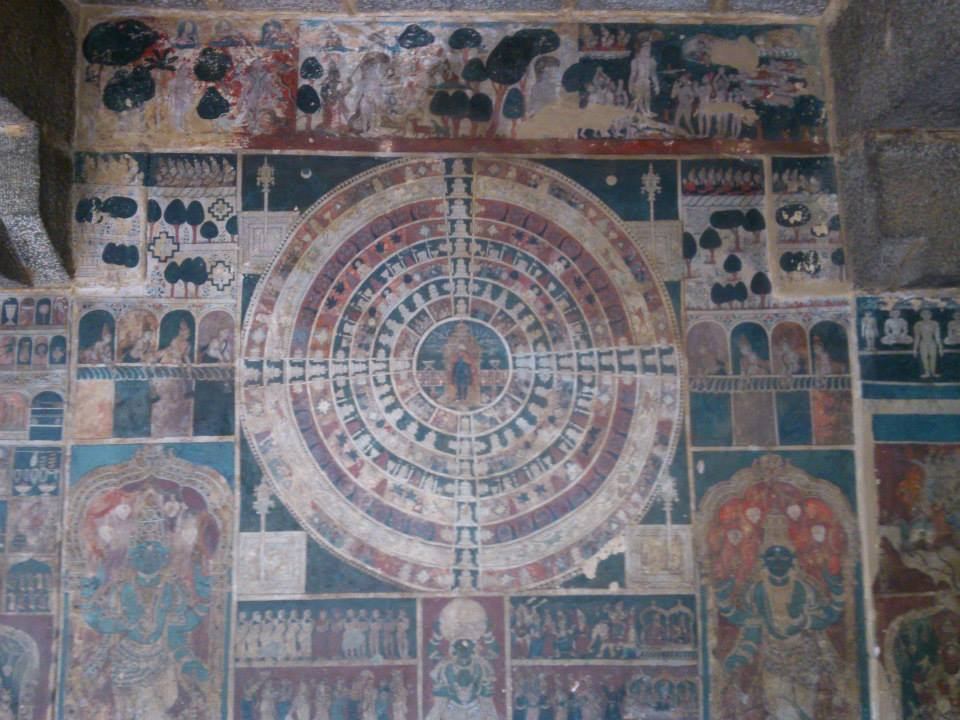
Painting inside Jain Math
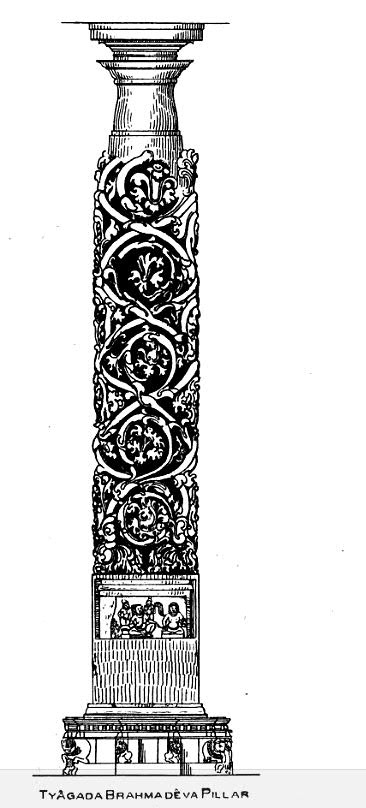
Tyagada Brahmadeva Pillar
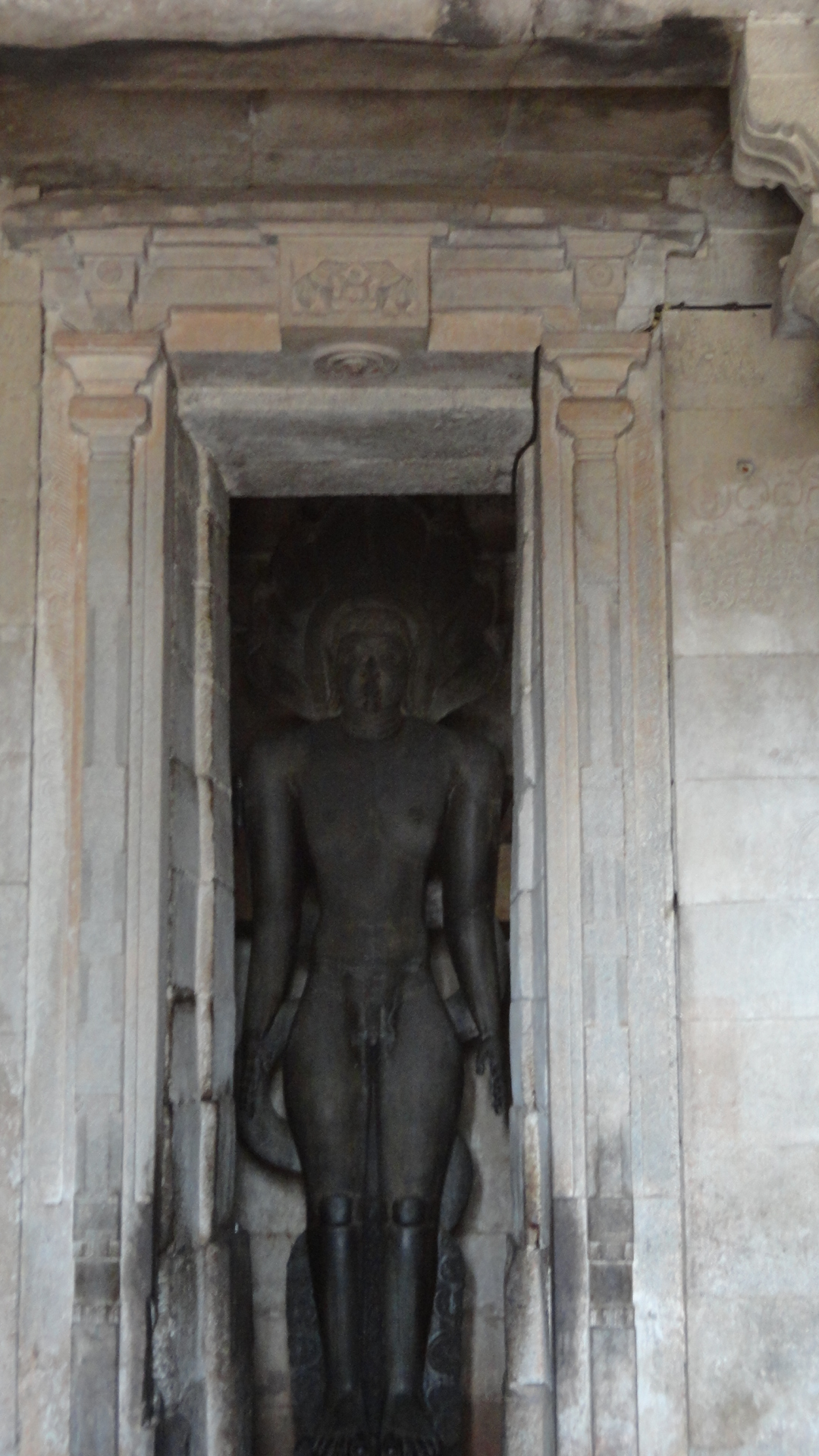
18 feet idol of Parsvanatha in Parsvanatha Basadi
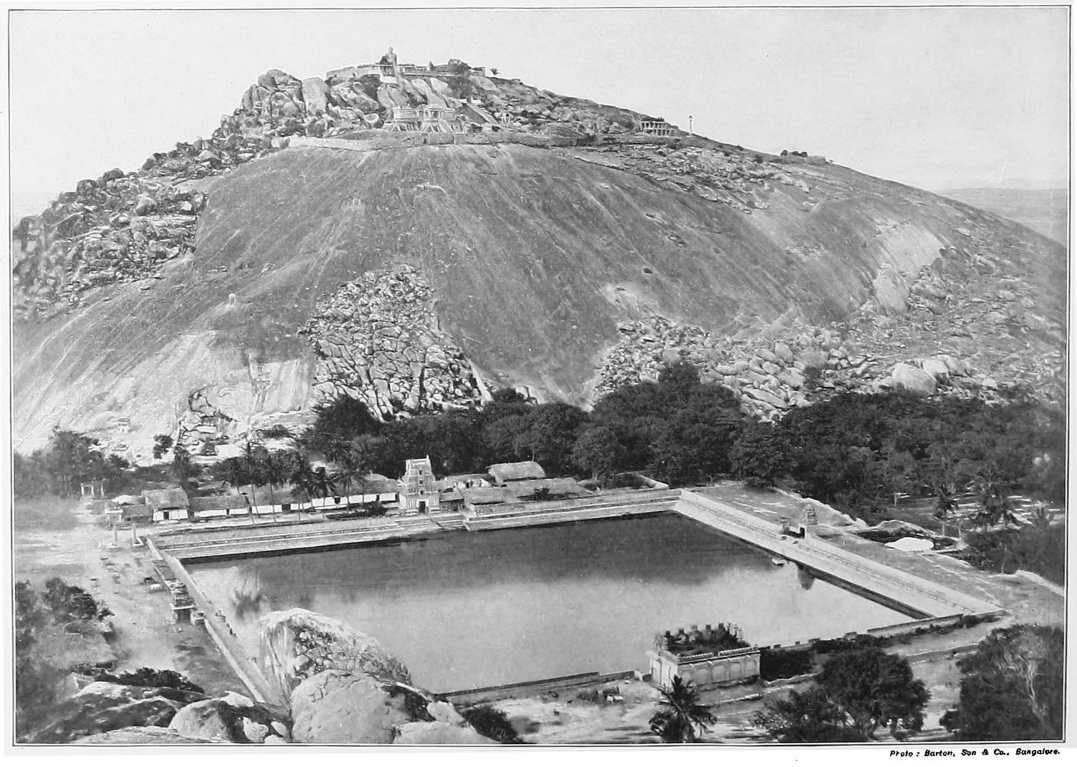
An Old Photograph (c. 1899)